# Colivia (film)
Colivia este un film românesc din 2010 regizat de Adrian Sitaru. Rolurile principale au fost interpretate de actorii Adrian Titieni, Clara Vodă, Vlad Vodă.

## Distribuție
Distribuția filmului este alcătuită din:
- Clara Vodă — Mama
- Vlad Vodă — Alex
- Adrian Titieni — Tatăl